# 博洛特尼亞 (基輔州)
50°57′49″N 29°52′39″E / 50.96361°N 29.87750°E
博洛特尼亞（羅馬化：Bolotnia）是位於烏克蘭北部的村莊，由基辅州维什霍罗德区的伊萬基夫市鎮負責管轄。該村面積0.7平方公里，海拔高度123米，2001年人口341，人口密度每平方公里487.1人。